# José Napoleón Duarte Fuentes

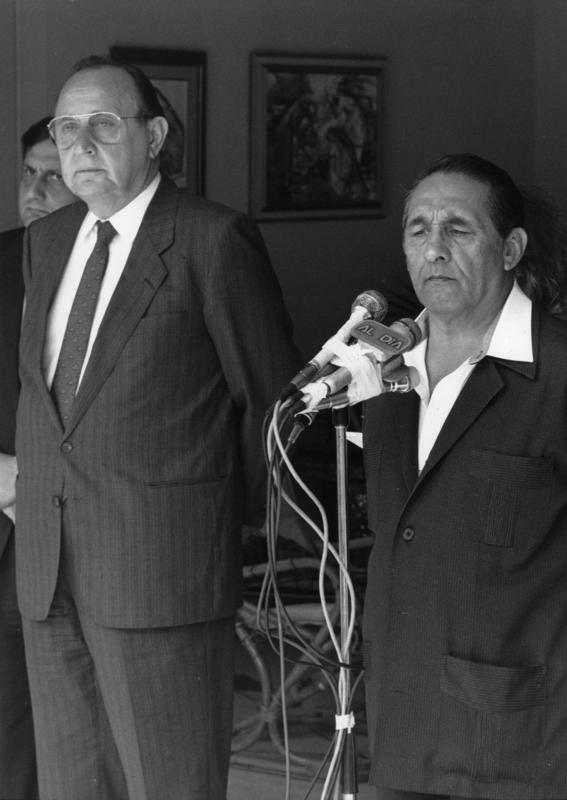
José Duarte (dreta) amb Hans-Dietrich Genscher l'any 1987.

José Napoleón Duarte Fuentes (San Salvador, 23 de novembre de 1925 - 23 de febrer de 1990) fou president d'El Salvador entre 1980 i 1982, i entre 1984 i 1989. Fou alcalde de la ciutat de San Salvador durant tres períodes.
Fou el primer secretari general del Partit Demòcrata Cristià (1960-1964) i el seu president el 1972. Aquest mateix any es presenta a les eleccions i després d'aquestes s'exilia fins a 1974. Durant aquest temps representà a l'Organització Demòcrata Cristiana d'Amèrica.

## La Junta
El 15 d'octubre de 1979, una Junta de Govern Revolucionari (JRG) va prendre el control d'El Salvador, deposant el president Carlos Humberto Romero iniciant una guerra civil a gran escala. Duarte va tornar a El Salvador el 3 de març de 1980 i es va unir a la Junta, convertint-se en ministre d'Afers Exteriors d'El Salvador. Duarte es va convertit en cap d'estat el 22 de desembre de 1980 i l'FMLN va respondre llançant una important ofensiva militar el 10 de gener de 1981.
Entre 1980 i 1982 va liderar el govern revolucionari de la Junta civil-militar que va arribar al poder el 1979 amb un cop d'estat. Aquesta junta està formada per dos coronels (Adolfo Arnaldo Majano Ramo i Jaime Abdul Gutiérrez Avendaño) i tres civils (Guillermo Ungo, Mario Antonio Andino i Román Mayorga Quirós), i aparentment tenia un suport discret de la CIA.
El 10 de gener de 1981, el Frente Farabundo Martí de Liberación Nacional (FMLN) va llançar una ofensiva generalitzada contra el poder del govern. Això va fer que el règim rebés l'ajuda militar immediata del govern dels Estats Units d'Amèrica, incloent consellers militars.
El 26 de març de 1982 es van celebrar eleccions al Congrés nacional. Llavors el nou congrés va triar Álvaro Alfredo Magaña Borja per a ser el nou president d'El Salvador. Això va donar fi el 2 de maig a la Junta.

## La presidència
Dos anys més tard, Duarte obté la presidència en les eleccions de 1984. Durant la seva presidència (fins a 1989) va participar en reunions internacionals (Esquipulas) per a la consecució de la pau a la regió. Tot i acceptar algunes propostes de negociació amb el FMLN, molt pressionat per Estats Units es va negar a arribar a cap acord.
Amb acusacions de corrupció en el seu partit i molt afectat per un càncer d'estómac, va perdre les eleccions davant de la candidatura de la coalició d'extrema dreta ARENA, encapçalada per Alfredo Cristiani.